# Boumedfaâ
Boumedfaa là một đô thị thuộc tỉnh Aïn Defla, Algérie. Dân số thời điểm năm 2002 là 17.898 người.